# Jičín
Jičín (németül Jitschin) egy város Csehországban, a Hradec Králové-i kerület Jičíni járásában. Jičín Podhradí, Brada-Rybníček, Staré Místo, Dílce, Valdice, Vitiněves, Radim, Tuř, Úlibice, Kacákova Lhota, Kbelnice, Holín és Železnice településekkel határos. Lakosainak száma 16 230 fő (2024. január 1.).

## Népesség
A település lakosságának változását az alábbi diagram mutatja:
| Lakosok száma | 6570 | 9935 | 10 478 | 11 329 | 16 440 | 16 489 | 16 448 | 16 577 | 15 871 | 16 230 |
|               | 1869 | 1890 | 1921   | 1950   | 1980   | 2001   | 2017   | 2019   | 2022   | 2024   |